# Павлов, Александр Иванович (дипломат)
Алекса́ндр Ива́нович Па́влов (1 августа 1860, усадьба Домашово — 25 июля 1923, Ганна, Франция) — русский дипломат, действительный статский советник (06.04.1903), камергер.

## Биография
Родился в семье штабс-капитана гвардейского Семёновского полка И. П. Павлова в усадьбе Домашово, принадлежавшей его деду генерал-майору в отставке Ф. К. Бальцу. Крещён 22 августа 1860 года в Георгиевской церкви деревни Ратчино. Крёстным отцом маленького Саши в этот день стал брат его матери Евгении прапорщик А. Ф. Бальц, служивший тогда в лейб-гвардии стрелковом Его Величества батальоне.
В 1877 году поступил в Морской кадетский корпус где показал отличные результаты по успеваемости. На основании постановления учебно-воспитательного совета от 20.12.1978 имя и фамилия его вписаны золотыми буквами на мраморной доске. В 1881 году — участник кругосветного плавания на корвете «Варяг». В 1882 году с отличием закончил Морской кадетский корпус и затем служил на флоте, плавал на яхте, где иногда летом отдыхала царская семья. Будучи всесторонне грамотным и эрудированным морским офицером и в совершенстве владея многими иностранными языками обратил на себя внимание императора Александра III. От него же последовало предложение Павлову перейти на дипломатическую службу. В 1886 году уволен в запас флота и приказом по Министерству иностранных дел определён в Азиатский департамент.
В 1891—1896 годах работал в российской миссии в Пекине, получил придворное звание камергера Высочайшего Двора и чин статского советника. В 1896—1898 годах руководил миссией в качестве исполняющего должность поверенного в делах. В 1898 году назначен поверенным в делах и генеральным консулом в Корее, а с 1902 года — чрезвычайным посланником и полномочным министром при дворе корейского императора в Сеуле. За относительно короткое время сумел завоевать доверие и авторитет у корейского короля Коджона, содействуя быстрому осуществлению планов России в отношении своего Дальневосточного соседа. Так же всячески поддерживал миссии русской православной церкви в Корее и укрепление влияния православия на этой земле. Перед Русско-японской войной выступал против шагов по нейтрализации Кореи, на чём настаивал министр иностранных дел А. П. Извольский, и был поддержан Николаем II.

## Русско-японская война
С началом Русско-японской войны выехал из Кореи: сначала прибыл в Порт-Артур в распоряжение наместника на Дальнем Востоке Е. И. Алексеева, а затем по его распоряжению — в Шанхай, где в кратчайший срок и фактически с нуля создал новую секретную службу, которой предстояло «организовать и объединить» всю разведывательную и контрразведывательную работу на Дальнем Востоке и обеспечить командование маньчжурских армий и флота, а также политическое руководство страны достоверной информацией о положении в регионе, включая Китай, Японию и оккупированную Корею (в дальнейшем подведомственный ему район был значительно расширен). Следует отметить, что сведения, получаемые от А. И. Павлова благодаря хорошо налаженной им агентуре, отличались особой ценностью и интересом. Параллельно с выполнением своих основных задач Павлов занимался негласным «руководительством» китайской и корейской прессы «в благоприятном для России смысле», направлял работу российских консулов и собственной агентуры по слежке за передвижениями японских морских офицеров по всей Юго-Восточной Азии и в Индонезии (тогда — Батавии), закупал для эскадры З. П. Рожественского уголь и вспомогательные суда, трудился над организацией диверсий в тылу японской армии и разрушением подводных телеграфных кабелей Японии, покупал и доставлял продовольствие в блокированный японцами Порт-Артур, а после его сдачи участвовал в эвакуации на родину раненых солдат гарнизона и нескольких тысяч гражданского населения. В ноябре 1910 года был уволен из МИД, согласно прошению для необходимого лечения. За многие заслуги перед Отечеством, Павлову позволено было продолжать носить мундир дипломата Российской империи и назначена пожизненная пенсия в 4 тысячи рублей в год. Последующие годы занимал место главного управляющего имений у видного государственного деятеля графа Шереметева Сергея Дмитриевича, которого давно знал и имел с ним дружеские отношения.
После октябрьского переворота в эмиграции во Франции. Жил в замке Gannat в горах Овернь. Умер 25 июля 1923, регион Овернь, департамент Шер, Франция. Похоронен там же.

## Семья
Был женат на Ирине, дочери французского подданного Гавриила Депланк.

## Награды
Был награждён российскими орденами до ордена Святого Станислава 1-й степени включительно (1906), Китайским орденом Двойного Дракона 2-й степени, 3-го разряда (1896), корейской серебряной медалью в честь 50-летия юбилея Е. В. императора Кореи (1902), медалью в память царствования императора Александра III, Персидским орденом Льва и Солнца 3-й степени (1889), Черногорским орденом Князя Даниила I 4-й степени (1889), Командорским крестом Аннамского ордена Дракона (1896), а также многими орденами европейских государств Командорский крест Бельгийского ордена Леопольда I (1898), Большой крест Датского ордена Данеброг (1904).